# Gjekë Marinaj
Gjekë Marinaj es un poeta, escritor, traductor, crítico literario albano-estadounidense, y fundó la Teoría sobre el Protonismo. Actualmente vive en los Estados Unidos, ha sido el primer presidente de la Sociedad de Escritores Albano-Americanos, fundada en 2001 y ha publicado varios libros de poesía, prosa y crítica literaria. En 2008, Marinaj fue galardonado con el premio Pjetër Arbnori de literatura por QNK, que es parte del Ministerio de Turismo, Asuntos Culturales, Juventud y Deportes de Albania.

## Inicios y carrera profesional
Nacido en 1965 en el Malësi e Madhe District  del norte de Albania, Marinaj empezó su carrera de escritor como un correspondiente restringido publicando para varios lugares de la prensa albana; el primero fue para el periódico local Shkodra, y luego para una serie de publicaciones nacionales albanas incluyendo Zëri i Rinisë ("La Voz de la Juventud"), Luftëtari ("El Luchador"), Vullnetari ("El Voluntario"), and Drita ("La Luz"). En agosto del 1990, Marinaj publicó un poema satírico anticomunista titulado "Caballos" (original albano: Kuajt) y consciente de su inminente detención por el régimen comunista, Marinaj, el 12 de septiembre de 1990, se escapó de las autoridades cruzando ilegalmente la frontera albana-yugoslava y entró a Yugoslavia, y más tarde se fue a Los Estados Unidos. Él llegó a San Diego en julio de 1991, y luego se trasladó a Richardson, Texas. En 2001, Marinaj fundó la Asociación de Escritores Albana-Americana, y sirvió como su presidente hasta el 2009.

## Caballos
Marinaj publicó su poema titulado "Caballos" en el periódico albano, Drita, que a primera vista se leía como un simple poema sobre animales de una finca, pero en actualidad fue un comentario social y político satírico sobre la gente albana siendo hacinada y acorralada por un régimen comunista. El poema apareció en el Drita el 19 de agosto de 1990, y la respuesta fue inmediata y abrumadora porque la pura audacia de publicar un poema tan claramente subversivo en un periódico nacional sorprendió a los albanos (y dentro de poco también a la comunidad internacional)."Dentro de unas horas, el periódico Drita vendió todos los ejemplares en todo el país, por lo tanto la gente empezó a escribir a mano el poema en trozos de papel y pasándolo entre la gente en los metros y en las calles y por meses después, los protestantes cantaban el poema con megáfonos durante las demostraciones antigubernamentales. Visto desde este punto de vista, "Las palabras de Marinaj inspiró la libertad, ayudó ganar contra el comunismo en Albania." Sin embargo, "habiendo visto a otros poetas colgados en el centro de la ciudad por haber dicho algo sobre la independencia y la libertad, Marinaj sabía que tenía que abandonar el país inmediatamente; él agarró algunos de su libros favoritos, dijo a sus amigos y a la familia que se iba de vacaciones, y empezó una caminata de ocho horas a través de las montañas hasta llegar a Yugoslavia."

## Educación en Estados Unidos
Después de su educación en Albania, Marinaj consiguió su licenciatura de asociado en Ciencias en Brookhaven College, en 2001. Continuó su educación en la Universidad de Texas en Dallas donde se graduó Magna cum laude en 2006 con una licenciatura en Estudios Literarios, y la maestría en la misma materia en 2008.Tres años más tarde, consiguió un certificado de los Estudios Sobre el Holocausto del Centro Ackerman para los Estudios del Holocausto.

### Doctorado de Filosofía
La Universidad de Texas en Dallas le otorgó a Marinaj un doctorado PhD en 2012. Su disertación, titulada Poesía Oral en Albano y Otras Culturas de Los Balcanes: Traduciendo los Laberintos de la Intraducibilidad"

## La Teoría Sobre el Protonismo
De acuerdo con el periódico The Dallas Morning News, La Teoría Sobre el Protonismo de Marinaj busca "promover la paz y el pensamiento positivo" a través de crítica literaria. La Teoría Sobre el Protonismo propone que existen puntos fuertes y débiles en cada obra literaria pero él sostiene que los intereses y prejuicios personales influyen la cantidad del enfoque que recibirán los puntos. Marinaj fundó la Teoría Sobre el Protonismo en 2005 como resultado de la inundación de crítica negativa en la academia de Europa del Este siguiendo el colapso del comunismo y como respuesta, él fundó el Protonismo para crear un terreno común del cual los críticos podrían evaluar una obra literaria con más objetividad. El Protonismo funciona siguiendo cinco principios centrales: la verdad, investigación, restitución, protonismiotics, y la ética.

## Carrera Actual
Marinaj enseña Inglés y Comunicaciones, además de otros cursos en Richland College, desde 2001.

## Libros publicados
Marinaj ha publicado varios libros de poesía, periodismo y crítica literaria. Sus tres libros de poesía se incluyen Mos më ik larg (No te apartes de mí), Infinit (Infinito), y Lutje në ditën e tetë të javës (Oración en el Octavo Día de la Semana). Además, ha publicado un libro de entrevistas de autores titulado Ana tjetër e pasqyrës (El Otro Lado del Espejo), un libro de artículos y ensayos seleccionados titulado Ca gjëra nuk mund të mbeten sekret (Algunas Cosas No se Pueden Mantener en Secreto), y un libro de crítica literaria titulado Protonizmi: nga teoria në praktikë (Protonismo: de la Teoría a la Práctica).

### Traducciones
Marinaj, quien ha trabajado como Editor Invitado del Translation Review, ha traducido varios libros del inglés al albanés, y otros dos del albanés al inglés, incluyendo una colección de poesía oral épica de Albania (con Frederick Turner) y ha editado más de una docena de libros en ambos idiomas.

## Reconocimientos y recepción crítica
Marinaj recibió en 2008 el premio de literatura Pjetër Arbnori, de QNK, que forma parte del Ministerio de Cultura de Albania.